# Donald Reed
Ernesto Avila Guillen, conhecido artisticamente Donald Reed (Cidade do México, 23 de julho de 1901 – Los Angeles, 28 de fevereiro de 1973), foi um ator mexicano, radicado nos Estados Unidos da América, que iniciou sua carreira na era do cinema mudo, alcançando a era sonora. Posteriormente se tornou um consultor de vídeo em Beverly Hills. Atuou em 57 filmes entre 1925 e 1940.

## Biografia
Reed nasceu na Cidade do México. Seu primeiro filme foi o drama Any Woman, lançado em 4 de maio de 1925, ao lado de Alice Terry, pela Famous Players-Lasky Corporation. Foi creditado, então, como Ernest Gillen. Em seguida, atuou ao lado de Josie Sedgwick, no filme The Best Man (1925), pela Universal Pictures. Inicialmente atuando em papéis principais, ao lado de atrizes como Colleen Moore e Dolores del Rio, na linha do Latin Lover, no fim dos anos 1920 sua carreira foi decaindo, e passou a atuar em papéis coadjuvantes menores, como em The Texan, em 1929, protagonizado por Gary Cooper, e The Man from Monterey, em 1933, protagonizado por John Wayne. Em alguns filmes nem chegou a ser creditado, como é o caso de The Devil Is a Woman, de 1935, e Ramona (1936). Seu último filme foi Mad Youth, em 1940, num pequeno papel não-creditado.

## Vida pessoal e morte
Reed casou com a vencedora de um concurso de beleza, Janet Eastman, e tiveram uma filha, Joy. Reed morreu em Westwood, Los Angeles, Califórnia.

## Filmografia parcial
- Any Woman (1925)
- The Best Man (1925)
- His Secretary (1925)
- The Auction Block (1926)
- Brown of Harvard (1926)
- Convoy (1927)
- Mark of the Frog (1928)
- Night Watch (1928)
- Evangeline (1929)
- The Texan (1929)
- Santa (1932)
- The Man from Monterey (1933)
- The Wolf Dog (1933)
- The Fighting Marines (1935)
- The Devil Is a Woman (1935)
- Darkest Africa (1936)
- Ramona (1936)
- The Firefly (1937)
- Slaves in Bondage (1937)[3]
- Renfrew of the Royal Mounted (1937)[4]
- Mad Youth (1940)[5]